# Edesio Alvarado
Edesio Alvarado Barceló (Calbuco, 25 de noviembre de 1926-29 de septiembre de 1981) fue un escritor chileno, principalmente novelista y cuentista, que también ha publicado libros de poemas y obras dramáticas. Ha sido galardonado con diversos premios nacionales.

## Biografía
De su matrimonio con Rosalba Gajardo Montero, nacen Nereida, Roxana, Roberto y Hernando. Formado en los Jesuitas del Convictorio San Francisco Javier de Puerto Montt; luego, en los Hermanos de las escuelas Cristianas de Temuco, estudia posteriormente  Medicina en la Universidad de Concepción. Su familia estuvo profundamente enraizada a la historia de su lugar natal: su padre Francisco Alvarado Soto, patriarca del Partido Liberal, fue gobernador del Departamento de Calbuco y uno de sus tíos formó parte de los colonizadores del archipiélago llegando a ser alcalde de Calbuco.
En 1946, se integra como alumno libre al Teatro Experimental de la Universidad de Chile, creado por Pedro de la Barra;  asiste al Instituto Pedagógico, a las clases de Literatura de Mariano Latorre, y a las clases de Filosofía, de Eugenio González.
En 1947, Alvarado recibe su primera distinción literaria: el Consejo de Protección de las Artes, dependiente del Ministerio de Educación, aprueba la publicación de su primer libro de poemas, El Corazón y el Vuelo.
Los años que van entre 1948 y 1950, son para él de intensa bohemia Literaria. Con el poeta y ensayista Mario Ferrero, funda el insólito “Zócalo de las brujas”,  donde Alvarado es nombrado el “Gran Imbunche” del grupo y director de su revista oficial Lagarto.
En 1953, Alvarado se incorpora al periodismo chileno en forma profesional. Se especializa como redactor político y analista internacional. Participa en las actividades que dan origen al  Colegio de Periodistas, donde  está registrado con el  N.º 32. Entre 1955 y 1958 Alvarado realiza diversos viajes por el mundo, conociendo a Presidentes extranjeros y a diversas figuras internacionales. En marzo de 1959, hace público abandono de la dirección de la desaparecida revista Vistazo. Un derrame pulmonar lo mantiene en cama por casi un año. Es entonces cuando escribe  su primer libro de cuentos, Venganza en la Montaña, y su novela corta La Captura, dos libros que le abren las puertas de la literatura nacional.
En noviembre de 1959, Alvarado obtiene el premio Gabriela Mistral de la I. Municipalidad de Santiago, en el género Poesía. Es entonces cuando empieza a recibir una serie de galardones literarios que pronto habrían de convertirlo en “El escritor más premiado de Chile”.
En enero de 1960, Alvarado regresa al Sur. Mientras convalecía durante el verano austral, escribe los relatos de El Caballo que Tosía, que llegaría a ser inusitadamente popular.
En febrero y marzo de ese año, aparece Venganza en la Montaña. El libro alcanza un gran éxito de ventas. «Sus cuentos tienen una plantilla clásica», afirmó Ricardo Latcham, uno de los grandes críticos literarios de Chile.
En septiembre de 1960, Alvarado obtiene el premio de medio millón de pesos de la época y la Medalla de Oro del Sesquicentenario de la Independencia Nacional. La obra premiada es Canto del Brigadier, una exaltación poética de O´Higgins. El 17 de septiembre del mismo año, siendo presidente Jorge Alessandri, se le impone la medalla en el Palacio de la Moneda.
En octubre de 1960 se  le confieren a Alvarado dos premios:  “Alerce” de la Sociedad de Escritores de Chile (SECH), por sus novelas cortas La Captura y La Peste Viene en el Viento. La primera edición de La Captura es publicada por la editorial Universitaria y se convierte en éxito de ventas.
En noviembre del año 1960, obtiene por segunda vez el Premio Gabriela Mistral de la Municipalidad de Santiago, con los cuentos de El caballo que tosía, y en diciembre del mismo año obtiene el Primer Premio en el concurso abierto por la Comandancia en Jefe de la Armada Nacional y el Instituto  de Teatro de la Universidad de Chile, con su obra dramática Una Noche en el Mar. Su premio consiste en el montaje de la obra y un viaje a la Isla de Pascua en el crucero O´Higgins.
En enero de 1961, obtiene un nuevo galardón: el Premio Único de Cuento, de Viña del Mar, con “El Vengador”. El relato es publicado por el diario La Unión de Valparaíso y por la revista Alerce de la SECH, con ilustraciones del poeta y novelista Enrique Lihn. Ese mismo año Alvarado ingresa a la publicidad, escribiendo libretos para diversas radios. “Tierra Nuestra” fue uno de  los programas, transmitido por una vasta red de emisoras.
En 1962, Alvarado afronta un sonado proceso judicial por la revelación de documentos confidenciales en la revista bajo su dirección. A causa de ello debe soportar la incomunicación de 18 días en la Cárcel Pública de Santiago y posteriormente tres meses de reclusión en el anexo cárcel Capuchinos, lo que genera una amplia solidaridad con su persona, siendo  visitado diariamente por  ministros, diputados, senadores, y otras autoridades políticas.
En mayo de 1962, mientras se encuentra en la cárcel, Alvarado recibe el Premio Municipal de Literatura por su novela La Captura. En aquel entonces el Premio Municipal es el segundo en importancia,  después del Premio Nacional de Literatura. Durante el mes de junio,  mientras aún se encuentra recluido,  aparece su libro El Caballo que Tosía. Lo imprime la Editorial Universitaria para el sello Ediciones del Litoral.En enero de 1963, la I. Municipalidad de Calbuco confiere a Alvarado el título de “Hijo Ilustre” de la ciudad, por su brillante obra literaria, motivo de orgullo para Calbuco. En febrero del mismo año obtiene el premio “Ateneo” de San Bernardo con el cuento “La Gran Soledad de Facundo Almonacid”. Años después, vuelve a alcanzar el mismo galardón, en compañía del escritor y entonces capitán de carabineros René Peri.
En abril de 1964, se le otorga el premio “Yarur” de la Asociación Chilena de Escritores. La obra distinguida es “El Silbido de la Culebra”. Obtiene por tercera vez, el Premio “Gabriela Mistral” de la Municipalidad de Santiago con su colección de cuentos El Sobreviviente.
En mayo, logra por segunda vez el Premio Único de Cuento, de Viña del Mar, con su trabajo “El Lobo Tuerto”.
En 1965 el jefe del Departamento Editorial de Empresa Zig-Zag, ex Canciller y ex Embajador de Bolivia, don Alberto Ostria Gutiérrez, le ofrece la edición de su libro premiado “El Silbido de la Culebra”. La Editorial Zig-Zag  pasa a ser su casa editora.
En mayo de 1966 se funda la revista Plan, de cultura y análisis. La revista,  por su rigor profesional, adquiere pronto una gran difusión y prestigio periodístico. Alvarado se desempeña hasta el año 1972 como redactor político y analista internacional.
En agosto de 1966 obtiene su máxima distinción literaria al otorgársele el Premio Hispanoamericano de Novela Zig-Zag, por su obra “El Desenlace”. Gracias a esa distinción, Alvarado goza de una inmensa popularidad y se le invita a dar charlas y conferencias a distintos centros culturales del país.
En 1968, la Empresa Zig-Zag publica una  Antología con “Los Mejores Cuentos de Edesio Alvarado”. Ese mismo año, tropas y tanques soviéticos invaden Checoslovaquia y aplastan la “Primavera de Praga” lo cual causa en Alvarado un fuerte cuestionamiento ideológico y comienza una novela con sus quebrantos espirituales , sus experiencias en la política, la noche de Santiago, la incomunicación y la cárcel.
En 1971, la Editorial Universitaria publica su colección de cuentos “El Vulnerario”. Al año siguiente, la obra otorga al autor por segunda vez el “Premio Municipal de Literatura de Santiago”.
En 1972, Alvarado firma contrato con la Editorial Quimantú, para el Lanzamiento masivo de la novela corta “La Captura”, la que aparece en 1973. En diciembre de ese año, la Empresa Zig-Zag publica la cuarta edición de “El Desenlace”. 
En 1975 comienza la redacción de una novela de recreación histórica que titula la “La Guerra a Muerte” basada en la épica guerra de Arauco. Paralelamente, reúne y corrige una colección de poemas agnósticos, bajo el título de “Los Equinoccios”.
En diciembre de 1980 obtiene por cuarta vez el Premio “Gabriela Mistral” de la Municipalidad de Santiago con  “Los Equinoccios”. Días después “La Guerra a Muerte”, alcanza el Premio del Fondo Cultural “Cumbres”.
En 1981, Alvarado muere a la edad de 55 años. Es sin duda uno de los más vigorosos creadores de la Generación del 50.

## Obra

### Poesía
- 1948 - El corazón y el vuelo
- 1961 - Canto del brigadier

### Libros de cuentos
- 1959 - Venganza en la montaña
- 1961 - Conflicto
- 1968 - Los mejores cuentos de Edesio Alvarado (antología)
- 1971 - Vulnerario

### Obras de teatro
- 1960 - La noche en el mar

### Novelas
- La pesta viene en el viento
- 1961 - La captura
- 1962 - El caballo que tosía
- 1965 - El silbido de la culebra
- 1966 - El desenlace
- 1970 - El turco Tarud

## Premios
- 1959, noviembre - Premio Gabriela Mistral (Santiago)
- 1960 - Sesquicentenario de la Independencia Nacional (por Canto del Brigadier; medalla de oro y medio millón de pesos de la época)
- 1960 - Premio Alerce (por La captura y La peste viene en el viento)
- 1960, noviembre - Premio Gabriela Mistral (noviembre, por El caballo que tosía)
- 1960 - Primer Premio del Concurso abierto de la Comandancia en Jefe de la Armada y el Instituto de Teatro de la Universidad de Chile (diciembre, por Una noche en el mar)
- 1961, enero - Premio Único de Cuento de Viña del Mar (por El Vengador)
- 1962 - Premio Municipal de Santiago (con La Captura)
- 1962, diciembre - Premio de la Feria Nacional de Artes (con El caballo que tosía)
- 1963, febrero - Premio del Ateneo de San Bernardo (con La gran soledad de Facundo Almonacid)
- 1964, abril - Premio Yarur (con El silbido de la culebra)
- 1964 - Premio Único de la Municipalidad de Viña del Mar (con el cuento El lobo tuerto)
- 1966 - Premio Hispanoamericano de Novela Zig-Zag (con El desenlace)
- 1972 - Premio Municipal de Literatura de Santiago (con "El Vulnerario"
- 1980 - Premio Gabriela Mistral de la Municipalidad de Santiago (con "Los Equinoccios)
- 1980 - Premio Fondo Cultural Cumbres (con "Guerra a Muerte")